# Brookea albicans
Brookea albicans är en tvåhjärtbladig växtart som beskrevs av Otto Stapf. Brookea albicans ingår i släktet Brookea och familjen Stilbaceae. Inga underarter finns listade i Catalogue of Life.